# Tituly a vyznamenání Michala I. Rumunského

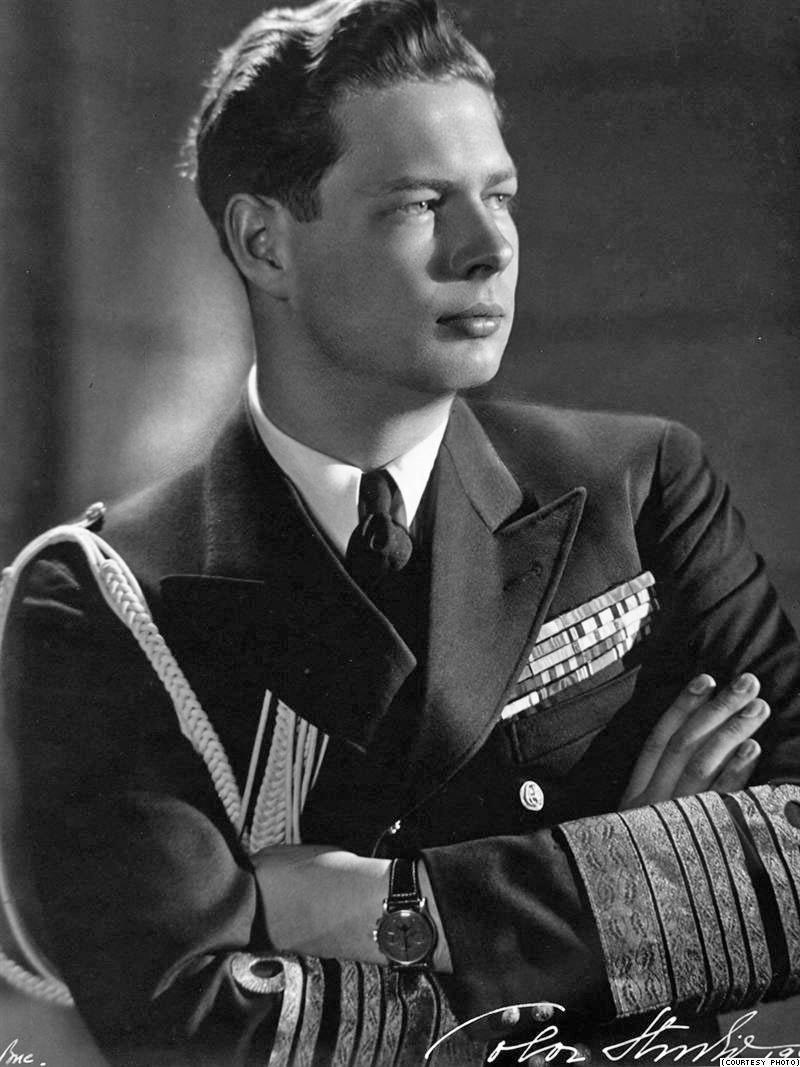
Michal I. v uniformě zdobené vyznamenáními

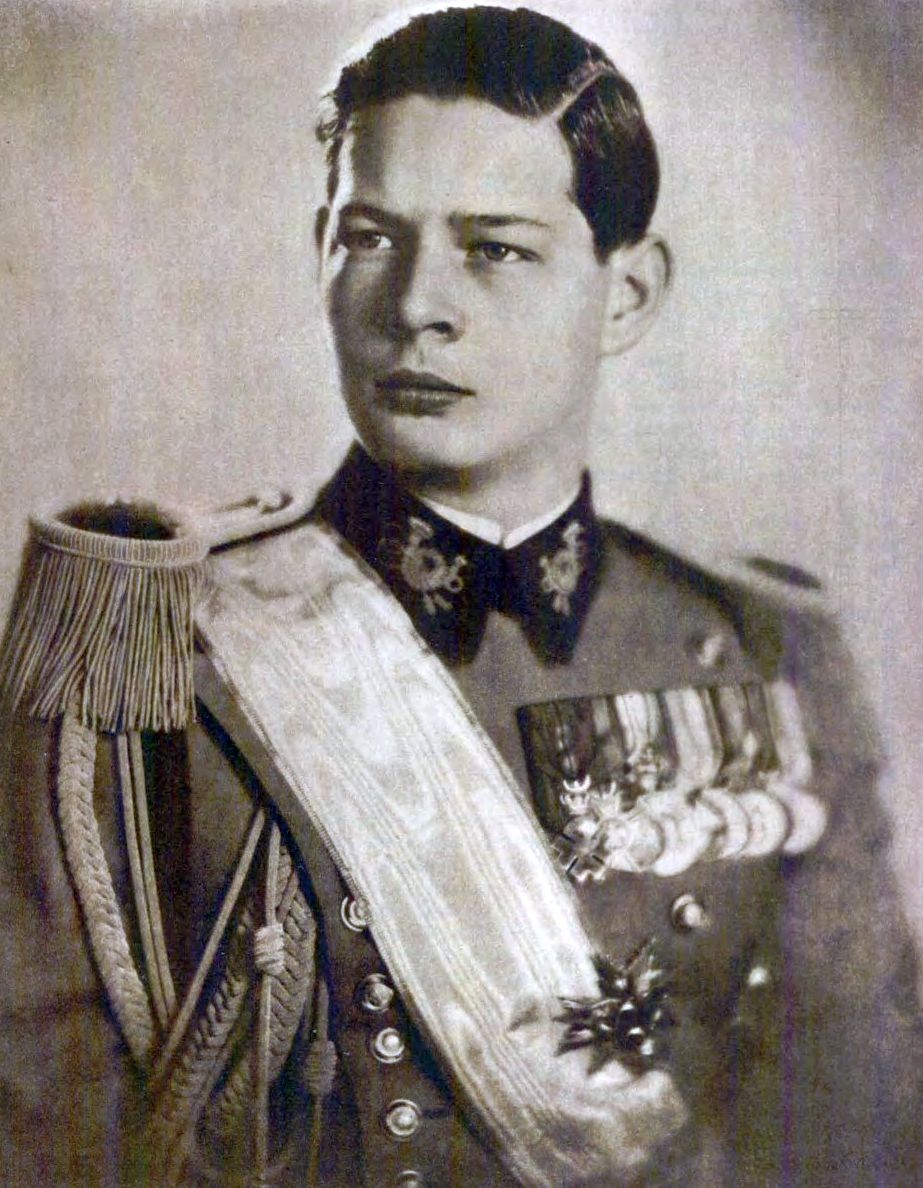
Portrét Michala I. Rumunského v uniformě s vyznamenáními

Rumunský král Michal I. Rumunský během svého života obdržel řadu národních i zahraničních titulů a vyznamenání. Během své vlády od 20. července 1927 do 8. června 1930 a opět od 6. září 1940 do 30. prosince 1947 byl velmistrem rumunských řádů.

## Tituly
- 25. října 1921 – 4. ledna 1926: Jeho královská Výsost princ Michal Rumunský, princ hohenzollernsko-sigmaringenský
- 4. ledna 1926 – 20. července 1927: Jeho královská Výsost Michal korunní princ rumunský, princ hohenzollernsko-sigmaringenský
- 20. července 1927 – 8. června 1930: Jeho Veličenstvo král Michal I. Rumunský
- 8. června 1930 – 6. září 1940: Jeho královská Výsost Michal, velkovévoda z Alba Iulia, korunní princ rumunský
- 6. září 1940 – 10. května 2011: Jeho Veličenstvo král Michal I. Rumunský, princ hohenzollernsko-sigmaringenský
- 10. května 2011 – 5. prosince 2017: Jeho Veličenstvo král Michal I. Rumunský

## Vyznamenání

### Rumunská vyznamenání

#### Velmistr
- Řád Karla I.
- Řád rumunské koruny
- Řád Ferdinanda I.
- Řád Michala Chrabrého
- Vojenský řád svatého Jiří
- Národní řád za zásluhy
- Řád rumunské hvězdy
- Řád za věrnou službu

### Zahraniční vyznamenání
- Belgie
  -  velkokříž Řádu Leopolda[1][2]
- Česko
  -  Záslužný kříž ministra obrany České republiky I. třídy
- Československo
  -  Řád Bílého lva I. třídy – 27. května 1936[3]
- Dánsko
  -  Královská medaile za odměnu
- Finsko
  -  velkokříž s řetězem Řádu bílé růže – 1942[4]
- Francie
  -  velkokříž Řádu čestné legie – 1989[1][5]
  -  rytíř velkokříže s řetězem Řádu svatého Lazara
- Italské království
  -  Řád zvěstování – 1941[1]
  -  velkokříž Řádu svatých Mořice a Lazara – 1941
  -  velkokříž Řádu italské koruny – 1941
- Německo
  -  Železný kříž
- Polsko
  -  Řád bílé orlice[6][7]
- Rusko
  -  Jubilejní medaile 60. výročí vítězství ve Velké vlastenecké válce 1941–1945
- Řecko
  -  velkokříž Řádu Spasitele[1][8]
  -  velkokříž s řetězem  Řádu svatých Jiřího a Konstantina
  -  velkokříž Řádu Jiřího I.[9]
- Sovětský svaz
  -  Řád vítězství – 6. července 1945 – za odvážný obrat ve směru rumunské politiky proti Německu a za spojenectví se zeměmi Spojenců v době, kdy ještě nebylo Německo jasně poraženo
- Spojené království
  -  čestný rytíř velkokříže Královského Viktoriina řádu – 1937[1][10]
  -  Korunovační medaile Jiřího VI.
- Spojené státy americké
  -  Legion of Merit – 1945
- Švédsko
  -  Jubilejní medaile k padesátým narozeninám krále Karla XVI. Gustava – 30. dubna 1996[11]

### Ostatní ocenění

#### Čestná občanství
- Călărași (župa)
- Techirghiol
- Craiova
- Stremț
- Kroměříž

## Akademické tituly

### Doctor honoris causa
- Academia de Studii Economice din București[12]
- Universitatea de Ştiinţe Agronomice şi Medicină Veterinară[13]
- Universitatea Creștină "Dimitrie Cantemir"[14]
- Universitatea Politehnica din București[15]
- Universităţea din Piteşti[16]
- Bukureštská univerzita[17]
- Universitatea de Medicină și Farmacie "Victor Babeș[18]
- Universitatea Politehnica Timișoara[19]
- Universitatea de Științe Agricole și Medicină Veterinară Cluj-Napoca[20]
- Universitatea Naţională de Apărare "Carol I[21]
- Alexandru Ioan Cuza University[22]